# Чемпионат СССР по тяжёлой атлетике 1952
27-й чемпионат СССР по тяжёлой атлетике прошёл с 27 по 30 марта 1952 года в Иваново (РСФСР). В нём приняли участие 123 атлета, которые были разделены на 7 весовых категорий и соревновались в троеборье (жим, рывок и толчок).

## Медалисты
| Категория                  | Золото                                       | Золото                       | Серебро                                  | Серебро                          | Бронза                                 | Бронза                       |
| До 56 кг (легчайший вес)   | Иван Удодов «Динамо» Ростов-на-Дону          | 307,5 кг (90 + 95 + 122,5)   | Бакир Фархутдинов «Динамо» Одесса        | 297,5 кг (92,5 + 90 + 115)       | Роберт Роман «Крылья Советов» Москва   | 292,5 кг (90 + 85 + 122,5)   |
| До 60 кг (полулёгкий вес)  | Николай Саксонов Вооружённые Силы Свердловск | 335 кг (95 + 102,5 + 137,5)  | Рафаэль Чимишкян «Динамо» Тбилиси        | 325 кг (95 + 100 + 130)          | Юрий Мазуренко Вооружённые Силы Киев   | 315 кг (95 + 97,5 + 122,5)   |
| До 67,5 кг (лёгкий вес)    | Евгений Лопатин «Динамо» Москва              | 347,5 кг (105 + 107,5 + 135) | Иван Саломаха «Динамо» Ворошиловград     | 342,5 кг (102,5 + 107,5 + 132,5) | Дмитрий Иванов «Спартак» Ленинград     | 340 кг (100 + 105 + 135)     |
| До 75 кг (полусредний вес) | Владимир Пушкарёв «Динамо» Москва            | 380 кг (105 + 122,5 + 152,5) | Михаил Равцов Вооружённые Силы Рига      | 365 кг (110 + 115 + 140)         | Мамия Жгенти «Динамо» Тбилиси          | 357,5 кг (110 + 107,5 + 140) |
| До 82,5 кг (средний вес)   | Аркадий Воробьёв Вооружённые Силы Свердловск | 415 кг (122,5 + 130 + 162,5) | Николай Меркулов Вооружённые Силы Киев   | 385 кг (117,5 + 120 + 147,5)     | Виль Холин Вооружённые Силы Рига       | 380 кг (107,5 + 120 + 152,5) |
| До 90 кг (полутяжёлый вес) | Трофим Ломакин Вооружённые Силы Москва       | 417,5 кг (130 + 130 + 157,5) | Фёдор Осыпа «Динамо» Харьков             | 402,5 кг (125 + 122,5 + 155)     | Николай Комешов Вооружённые Силы Львов | 400 кг (115 + 127,5 + 157,5) |
| Свыше 90 кг (тяжёлый вес)  | Яков Куценко «Локомотив» Киев                | 427,5 кг (135 + 127,5 + 165) | Алексей Медведев «Крылья Советов» Москва | 420 кг (130 + 130 + 160)         | Иван Рогачёв «Динамо» Елец             | 410 кг (122,5 + 125 + 162,5) |